# Edwin Creek
Edwin Creek är ett vattendrag i Kanada.   Det ligger i provinsen Alberta, i den centrala delen av landet, 2 700 km väster om huvudstaden Ottawa.
I omgivningarna runt Edwin Creek växer i huvudsak barrskog. Trakten runt Edwin Creek är nära nog obefolkad, med mindre än två invånare per kvadratkilometer.